# Hymedesmia saccea
Hymedesmia saccea är en svampdjursart som först beskrevs av Schmidt 1864.  Hymedesmia saccea ingår i släktet Hymedesmia och familjen Hymedesmiidae.
Artens utbredningsområde är Adriatiska havet. Inga underarter finns listade i Catalogue of Life.